# Operacja Nemezis
Operacja Nemezis (arab. ‏«Նեմեսիս» գործողություն‎, trb. "Nemesis" gortsoghut'iun) – specjalna operacja Armeńskiej Federacji Rewolucyjnej mająca na celu likwidację zarówno najwyższych tureckich oficjeli odpowiedzialnych za ludobójstwo Ormian, jak i urzędników Demokratycznej Republiki Azerbejdżanu odpowiedzialnych za masakrę Ormian w Baku we wrześniu 1918 roku. 
Akcja została zaplanowana przez Shahana Natalie, Armena Garo i Aarona Sachakliana, a jej nazwa pochodzi od greckiej bogini boskiej zemsty, Nemesis.
W wyniku operacji w latach 1920–1922 tajna komórka Ormiańskiej Federacji Rewolucyjnej dokonała siedmiu zabójstw, z których najbardziej znanym było zabójstwo głównego organizatora ludobójstwa Ormian – Talaata Paszy, dokonane przez Ormianina Soghomona Tehliriana w marcu 1921 r. w Berlinie. Celem Natalie było przekształcenie procesu Tehliriana w publiczną, ogólnoświatową debatę na temat osób odpowiedzialnych za ludobójstwo Ormian. W swoich wspomnieniach Natalie ujawnił rozkaz, jaki wydał Tehlirianowi: „Rozsadź czaszkę mordercy numer 1 i nie próbuj uciekać. Zostań tam, ze swoją stopą na jego zwłokach i poddaj się policji, która przyjdzie i założy ci kajdanki”.

## Lista zabójstw
Do zabójstw dokonanych w ramach Operacji Nemesis należą: 
| Data i miejsce                                   | Cel                                                             | Zabójca(cy)                           |
| ------------------------------------------------ | --------------------------------------------------------------- | ------------------------------------- |
| 19 czerwca 1920 · Tyflis, Gruzja                 | Fatali Khan Khoyski Premier Azerbejdżanu                        | Aram Jerganian Misak Kirakosyan       |
| 15 marca 1921 Berlin, Niemcy                     | Talaat Pasza Minister Spraw Wewnętrznych i Wielki Wezyr         | Soghomon Tehlirian                    |
| 18 lipca 1921 Konstantynopol, Imperium Osmańskie | Behbud Khan Dżawanshir Minister Spraw Wewnętrznych Azerbejdżanu | Misak Torlakian                       |
| 5 grudnia 1921 Rzym, Włochy                      | Said Halim Pasza Wielki Wezyr                                   | Arszawir Szirakian                    |
| 17 kwietnia 1922 Berlin, Niemcy                  | Behaeddin Shakir Członek założyciel Komitetu Unii i Postępu     | Aram Jerganian                        |
| 17 kwietnia 1922 Berlin, Niemcy                  | Cemal Azmi Wali Wilejatu Trebizondu                             | Arszawir Szirakian                    |
| 25 lipca 1922 Tyflis, Gruzińska SRR              | Dżemal Pasza Wali Wilejatu Syrii i minister marynarki wojennej  | Stepan Dzaghigian Bedros D. Boghosian |

## Turecka reakcja
31 maja 1926 r. rząd turecki uchwalił ustawę nr 882, która przyznawała krewnym zamordowanych przywódców osmańskich majątki będący własnością należącą do „zbiegłych Ormian”. Poseł i sekretarz Atatürka, Recep Zühtü Soyak, wspomniał, że nowe prawo miało być „przekazem ostrzegawczym dla zabójców: możecie zabić Turka poprzez zamach! Ale my wychowamy jego potomstwo za wasze pieniądze, tak że jutro on wydłubie wam oko i rozbije wam głowę”.

## Upamiętnienie
25 kwietnia 2023 roku w Erywaniu odsłonięto pomnik poświęcony Ormianom, którzy uczestniczyli w operacji Nemesis. Ministerstwa Spraw Zagranicznych Turcji i Azerbejdżanu natychmiast potępiły ten gest.